# Saison 6 de Two Broke Girls
Chronologie
Saison 5
Cet article présente le guide des épisodes de la sixième et dernière saison de la série télévisée américaine Two Broke Girls (2 Broke Girls).

## Synopsis
Max, une serveuse travailleuse, se retrouve à aider Caroline, une nouvelle au restaurant autrefois richissime, mais ayant tout perdu à la suite des fraudes de son père. Max propose à Caroline d'être sa nouvelle colocataire.

## Généralités
- Aux États-Unis, cette saison a été diffusée entre le 10 octobre 2016 et le 17 avril 2017 sur CBS.
- Au Canada, elle a été diffusée en simultané sur le réseau Citytv.
- En France, elle est prévue pour le 7 octobre 2017 sur OCS Max.
- Cette saison est inédite dans les autres pays francophones.

## Distribution

### Acteurs principaux
- Kat Dennings (VF : Anne Dolan) : Max Black
- Beth Behrs (VF : Lydia Cherton) : Caroline Channing
- Garrett Morris (VF : Hervé Furic) : Earl
- Matthew Moy (en) (VF : Vincent de Bouard) : Han Lee
- Jonathan Kite (en) (VF : Loic Houdré) : Oleg
- Jennifer Coolidge (VF : Carole Franck) : Sophie

### Invités
- Ed Quinn (VF : Julien Meunier) : Randy
- RuPaul : lui-même[1] (épisode 12)
- Christopher Gorham (VF : Benjamin Egner) : Bobby[2]

## Épisodes

### Épisode 1:Et les deux ouvertures (partie 1)
- États-Unis /  Canada : 10 octobre 2016 sur CBS[3] / Citytv
- France : 7 octobre 2017 sur OCS Max
- Suisse : 19 septembre 2019 sur RTS Deux

- États-Unis : 6,36 millions de téléspectateurs[4] (première diffusion)

- Ed Quinn (Randy)
- Andy Dick (J. Petto)
- Brian Borello (Guy)
- A.J. Rivera (Odd Guy)
- Cheryl Francis (City Employee)

### Épisode 2:Et les deux ouvertures (partie 2)
- États-Unis /  Canada : 10 octobre 2016 sur CBS / Citytv
- France : 7 octobre 2017 sur OCS Max
- Suisse : 19 septembre 2019 sur RTS Deux

- États-Unis : 6,36 millions de téléspectateurs[4] (première diffusion)

- Ed Quinn (Randy)
- Andy Dick (J. Petto)
- 2 Chainz (2 Chainz)
- Elizabeth Chambers Hammer (Vanessa Nibotita)
- Oliver Muirhead (Dr Gomulka)
- Mayte Garcia (Dr Nancy Gonzales)
- Victoria Park (PR Assistant)

### Épisode 3:Et le film des années 80
- États-Unis /  Canada : 17 octobre 2016 sur CBS / Citytv
- France : 14 octobre 2017 sur OCS Max
- Suisse : 26 septembre 2019 sur RTS Deux

- États-Unis : 5,66 millions de téléspectateurs[5] (première diffusion)

- Dot Marie Jones (Big Reba)
- Rebecca Corry (Rebecca Corry)
- Brian Jordan Alvarez (Tad)
- Clayton Early (Jameson)
- Lamon Archey (Jake)

### Épisode 4:Et le baptême
- États-Unis /  Canada : 24 octobre 2016 sur CBS / Citytv
- France : 14 octobre 2017 sur OCS Max
- Suisse : 26 septembre 2019 sur RTS Deux

- États-Unis : 5,60 millions de téléspectateurs[6] (première diffusion)

- Mercedes Ruehl (Olga)
- Joel Swetow (Father Kozac)
- Roe Ellisor (Male Customer)

### Épisode 5:Et le retour à l'université
- États-Unis /  Canada : 31 octobre 2016 sur CBS / Citytv
- France : 21 octobre 2017 sur OCS Max
- Suisse : 26 septembre 2019 sur RTS Deux

- États-Unis : 4,99 millions de téléspectateurs[7] (première diffusion)

- Pat Finn (Professor Reynolds)
- Ashlee Füss (Diana)
- Mason Trueblood (Devon)
- Ronak Gandhi (Guy in Class)
- Garrett Westton (Cute Guy)

### Épisode 6:Et le romantisme de l'aéroport
- États-Unis /  Canada : 7 novembre 2016 sur CBS / Citytv
- France : 21 octobre 2017 sur OCS Max
- Suisse : 26 septembre 2019 sur RTS Deux

- États-Unis : 5,42 millions de téléspectateurs[8] (première diffusion)

- Ed Quinn (Randy)
- Telma Hopkins (Pilar)
- Cherinda Kincherlow (Sheryl)
- Calpernia Addams (Conservative Lady)
- Petey J. Gibson (Androgynous Person)

### Épisode 7:Et la poupée Sophie
- États-Unis /  Canada : 14 novembre 2016 sur CBS / Citytv
- France : 28 octobre 2017 sur OCS Max
- Suisse : 3 octobre 2019 sur RTS Deux

- États-Unis : 5,18 millions de téléspectateurs[9] (première diffusion)

- French Stewart (Mr. Bronski)
- Jinhee Young (Julie)
- Andrew Carter (Customer #1)
- Drew Fonteiro (Customer #2)
- Ruman Kazi (Customer #3)

### Épisode 8:Et le timbre canard
- États-Unis /  Canada : 21 novembre 2016 sur CBS / Citytv
- France : 28 octobre 2017 sur OCS Max
- Suisse : 3 octobre 2019 sur RTS Deux

- États-Unis : 5,42 millions de téléspectateurs[8] (première diffusion)

- Michael Charles Roman (Clint)
- Allan Havey (Bill the Dealer)
- Atticus Batacan (Jimmy)
- Dawn Joyal (Janice)

### Épisode 9:Et la rupture
- États-Unis /  Canada : 5 décembre 2016 sur CBS / Citytv
- France : 4 novembre 2017 sur OCS Max
- Suisse : 3 octobre 2019 sur RTS Deux

- États-Unis : 5,68 millions de téléspectateurs[10] (première diffusion)

- Ed Quinn (Randy)
- Devon Werkheiser (Tyler)
- Frank Gallegos (Jose)
- Cornelius Peter (Server)
- Aleksei Archer (Karen)

### Épisode 10:Et l'ouragan
- États-Unis /  Canada : 12 décembre 2016 sur CBS / Citytv
- France : 4 novembre 2017 sur OCS Max
- Suisse : 3 octobre 2019 sur RTS Deux

- États-Unis : 5,81 millions de téléspectateurs[11] (première diffusion)

- Ed Quinn (Randy)
- India de Beaufort (Winona)
- Andy Ridings (Jason)
- Julien Marlon Samani (Shane/Manny)

### Épisode 11:Et les avions, les doigts et les automobiles
- États-Unis : 19 décembre 2016 sur CBS
- Canada : 26 décembre 2016 sur Citytv
- France : 11 novembre 2017 sur OCS Max
- Suisse : 10 octobre 2019 sur RTS Deux

- États-Unis : 5,02 millions de téléspectateurs[12] (première diffusion)

- Ed Quinn (Randy)
- Lateefah Holder (Becky)
- Gill Gayle (Sloppy Joe)
- Atticus Batacan (Annoyed Customer)

### Épisode 12:Et les bateaux à roue à aube
- États-Unis /  Canada : 2 janvier 2017 sur CBS / Citytv
- France : 11 novembre 2017 sur OCS Max
- Suisse : 10 octobre 2019 sur RTS Deux

- États-Unis : 5,88 millions de téléspectateurs[13] (première diffusion)

- Ed Quinn (Randy)
- RuPaul (RuPaul)
- Peter Oldring (Boyd)
- Lucas Hazlett (James)
- Jason Sims-Prewitt (Dealer)
- Shelly Bhalla (Woman)
- Ceyair Wright (Kid)

### Épisode 13:Et la balade des morts-vivants
- États-Unis /  Canada : 16 janvier 2017 sur CBS / Citytv
- France : 18 novembre 2017 sur OCS Max
- Suisse : 10 octobre 2019 sur RTS Deux

- États-Unis : 6,40 millions de téléspectateurs[14] (première diffusion)

- Ed Quinn (Randy)
- Stephen Guarino (Richie)
- Beth Littleford (Bonnie)
- Mo Mandel (Brock)
- Rob Locke (Greg)

### Épisode 14:Et la rénovation
- États-Unis /  Canada : 23 janvier 2017 sur CBS / Citytv
- France : 18 novembre 2017 sur OCS Max
- Suisse : 10 octobre 2019 sur RTS Deux

- États-Unis : 7,06 millions de téléspectateurs[15] (première diffusion)

- Ed Quinn (Randy)
- Christopher Gorham (Bobby)
- Jolie Jenkins (Janice)
- Kimrie-Lewis Davis (Meghan)
- Cesili Williams (Candy)
- J. Elaine Marcos (Female Doctor)

### Épisode 15:Et le sens de tortue
- États-Unis /  Canada : 6 février 2017 sur CBS / Citytv
- France : 25 novembre 2017 sur OCS Max

- États-Unis : 5,98 millions de téléspectateurs[16] (première diffusion)

- Christopher Gorham (Bobby)
- Alice Lee (Ashleigh)
- Celesta Deastis (Ashley)
- Camille Hyde (Bunny)
- Jared Gertner (Marcel)
- Efrain Gomez (Customer)
- Carla Delaney (Robot)

### Épisode 16:Et le troisième rencard
- États-Unis /  Canada : 13 février 2017 sur CBS / Citytv
- France : 25 novembre 2017 sur OCS Max

- États-Unis : 6 millions de téléspectateurs[17] (première diffusion)

- Christopher Gorham (Bobby)
- Katie Wee (Rita)
- Bonnie Burroughs (en) (Stacey)
- Kenneth-Michael Glass (Gavin)

### Épisode 17:Et la chute de Jessica
- États-Unis /  Canada : 20 février 2017 sur CBS / Citytv
- France : 2 décembre 2017 sur OCS Max

- États-Unis : 5,81 millions de téléspectateurs[18] (première diffusion)

- Christopher Gorham (Bobby)
- Nora Dunn (Teresa)
- Kerri Kenney-Silver (Denise)
- Alexandra Ryan (Chrissy)

### Épisode 18:Et la journée des papas
- États-Unis /  Canada : 27 février 2017 sur CBS / Citytv
- France : 2 décembre 2017 sur OCS Max

- États-Unis : 5,74 millions de téléspectateurs[19] (première diffusion)

- Scott Yamamura (Rider)
- Matt Richards (Steve)
- David Atkinson (Guy)

### Épisode 19:Et le bébé dans le placard
- États-Unis /  Canada : 13 mars 2017 sur CBS / Citytv
- France : 9 décembre 2017 sur OCS Max

- États-Unis : 5,45 millions de téléspectateurs[20] (première diffusion)

- Christopher Gorham (Bobby)
- Nora Dunn (Teresa)
- Kerri Kenney-Silver (Denise)
- Mikaela Hoover (Jessica)
- Rich Grosso (Dead Guy)

### Épisode 20:Et le hobby de Bobby
- États-Unis /  Canada : 20 mars 2017 sur CBS / Citytv
- France : 9 décembre 2017 sur OCS Max

- États-Unis : 4,66 millions de téléspectateurs[21] (première diffusion)

- Christopher Gorham (Bobby)
- Annie Sertich (Roz)
- Darin Brooks (Frank)
- John Schaffer (Wayne)
- Brie Eley (Cop)

### Épisode 21:Et la drague en conférence de presse
- États-Unis /  Canada : 10 avril 2017 sur CBS / Citytv
- France : 16 décembre 2017 sur OCS Max

- États-Unis : 4,64 millions de téléspectateurs[22] (première diffusion)

- Christopher Gorham (Bobby)
- Ryan Hansen (Andy)
- B.K. Cannon (Daisy)
- Rhett Wellington (Brent)
- Bayley Corman (Tess)
- Roxy Wood (Janelle)
- Riley Go (Michelle)
- Courney Locks (Reporter1)
- Mike Peebler (Reporter 2)
- Adam Tsehkman (Pete)
- Avery Austin (Vanessa)

### Épisode 22:Et le film
- États-Unis /  Canada : 17 avril 2017 sur CBS[23] / Citytv
- France : 16 décembre 2017 sur OCS Max

- États-Unis : 4,57 millions de téléspectateurs[24] (première diffusion)